# Alisterus chloropterus
El papagayo papú (Alisterus chloropterus) es una especie de ave psitaciforme de la familia Psittaculidae endémica del este de Nueva Guinea.

## Taxonomía
La especie fue descrita por el ornitólogo australiano Edward Pierson Ramsay en 1879. El papagayo papú es una de las tres especies del género Alisterus, que se encuentran en Australasia. Se reconocen tres subespecies:
- Alisterus chloropterus chloropterus (Ramsay, EP 1879), la subespecie nominal que se encuentra en el este de Nueva Guinea, desde la península de Huon por el norte hasta Hall Sound en el sur.
- Alisterus chloropterus callopterus (Albertis & Salvadori 1879) se encuentra en las montañas centrales de Nueva Guinea hasta las montañas Weyland por el este y la región del río Sepik y el alto río Fly.
- Alisterus chloropterus moszkowskii (Reichenow 1911) se encuentra en el norte de la isla, desde bahía Cenderawasih hasta la región de Aitape al este.

## Descripción
El pagapagyo papú mide alrededor de 36 cm, incluida su larga y ancha cola. Tiene las patas de color gris oscuro y el iris de los ojos anaranjado. Las tres subespecies presentan dimorfismo sexual y en las tres el macho puede identificarse por una llamativa lista de color amarillo claro en las alas. Las diferencias entre las hembras de las distintas subespecies son más marcadas que entre los machos.
El macho tiene la cabeza, el cuello y las partes inferiores rojas, la espalda y el obispillo azules. Las alas verdes con una gran lista verde clara atravesándola cada una de ellas. En el macho de A. c. chloropterus el azul de la espalda se extiende por la parte posterior del cuello. Las hembras de A. c. chloropterus y A. c. calloterus tienen el abdomen rojo, con la cabeza, cuello y partes superiores verdes y su pecho tiene está veteado en rojo y verde. La hembra de la subespecie A. c. moszkowskii tiene la cabeza, cuello y partes inferiores rojas como los machos y se diferencia de ellos en que su lista clara de las alas es más pequeña.

## Distribución y hábitat
Se encuentra únicamente en las selvas de montaña de la isla de Nueva Guinea, en altitudes de hasta 2600 metros.

## Comportamiento
Suelen encontrarse solos, en parejas o pequeñas bandadas de hasta tres individuos. Se alimenta con rapidez en los bosques densos generalmente en árboles pequeños y ramas bajas. They eat berries, fruit, seeds and possibly some insects.[cita requerida]